# あっぱれ!A.B.C-Z
『あっぱれ!A.B.C-Z』（あっぱれ!エービーシーズィー）はテレビ熊本（TKU）で2021年4月13日から月1回放送されているバラエティ番組。A.B.C-Z初のゴールデンタイムでの冠番組。通称は『えびてん』。

## 概要
A.B.C-Zが熊本県内各地を訪れ、視聴者に「あっぱれ!」と言ってもらえるよう、体当たりでさまざまなことに挑戦する。また、皆さんが頑張っていることを応援して一緒に“あっぱれ”の境地を目指す、体当たり“あっぱれ!”番組である。日常生活に不足しがちなあっぱれをチャージしてくれる。
番組終了後、TVerとFODで最新回の見逃し配信が可能。FODプレミアムでは最新回以前のものも配信されている。
2020年10月にメンバーの塚田僚一がテレビ熊本の番組『若っ人ランド』にリモートでゲスト出演した際に、豪雨災害に遭った人吉市の映像に心を動かされたのがきっかけで、A.B.C-Zとテレビ熊本の関係が始まった。メンバーの河合郁人と橋本良亮がサプライズ出演した熊本復興文化祭などのイベントや同年11月から準レギュラーとなった『若っ人ランド』を通じて熊本と関わり、本番組に繋がった。
本番組のプロデューサーである高津孝幸はロケで熊本にいた橋本と塚田と一緒にいたことから、2021年4月13日のラジオ『A.B.C-Z 今夜はJ's 倶楽部』にリモート中継で出演した。このときA.B.C-Zの本番組への起用について質問され、一緒に『若っ人ランド』をやったことでA.B.C-Zが好きになり、熊本地震 (2016年)から5年という時期に一緒に熊本を盛り上げてほしいと思っている、と答えた。
2021年5月19日のTKU番組審議会では「初冠番組を地方局で制作する話題性と影響力の高さに加え熊本の新たな魅力の発掘・発信につながる」などの評価がされた。一方、「熊本で何をしたいかなど明確な目標をたてて５人が成長していく姿を描いてほしい」などの要望も出された。
通称の「えびてん」はあっぱれを漢字表記すると「天晴れ」になることから。その名の通りハッシュタグやOP/ED映像では海老の天麩羅や天丼をモチーフとしている。ただし、番組ロゴに描かれているのは天麩羅ではなく赤い海老である。
OP映像にはA.B.C-Zの紹介曲『A.B.C-Z LOVE』が使われている。
衣装は、ロケで動きやすいようにオーバーオールで胸の辺りに愛称の書かれたゼッケンが付いている。インナーにはそれぞれのメンバーカラーが使われている。

## 出演者

### 現在の出演者
- A.B.C-Z（橋本良亮（はっしー）、戸塚祥太（とっつー）、五関晃一（ごっち）、塚田僚一（塚ちゃん）)
  - ゼッケン表記
    - 放送1～12回　はっしー、とっつー、フミキュン、ごっち、塚ちゃん
    - 放送13[9]～24回　りょうすけ、102、フミキュン、ごっち、塚ちゃん

  - 刺繍表記
    - 放送25回　はっしー、とっつー、フミキュン、ごっち、塚ちゃん
- 伊津野亮（ナレーション）

### 過去の出演者
- 河合郁人（フミキュン） - 番組開始から2023年12月放送まで、グループ脱退による番組からの卒業のため。

## オリジナルソング
『Appale』（作詞・作曲：戸塚祥太）
- SNSで視聴者からも楽曲のエッセンスとして番組のイメージを募集し、メンバーの戸塚祥太を中心に制作された。2021年9月20日に開催されたA.B.C-Zの熊本初ライブ「A.B.C-Z 2021 But FanKey Tour」熊本公演にて初披露。熊本県内各地で撮影し制作された番組独自のミュージックビデオは11月の放送で公開されたのち、12月14日にTKU公式YouTubeチャンネルでも公開された。
- 2022年6月29日発売のA.B.C-Z 12thシングル『Graceful Runner』通常盤に収録。

## コーナー
- 不定期の企画の為、放送回は放送リストを参照。

| 名称                                  | 放送回  | 備考 |
| ------------------------------------- | ------- | --- |
| A.B.C-Z作る！～オリジナル日本酒造り～ | 2 - 12  | 作るシリーズ1。橋本発案。ファンクラブ内にて販売。                                                        |
| あっぱれ！熊本クイズ                  | 3 -     | メンバーに熊本をより知ってもらうためのもの。熊本の各地へ答えを探しに訪れる。熊本愛溢れるクイズコーナー。 |
| ABC-Zjourney                          | 6       | ママチャリに乗り完全ノープランでジーアーニー(旅)する。                                                   |
| A.B.C-Z 熊本を喰う                    | 15 -    | 熊本の絶品料理を喰いまくる！                                                                             |
| A.B.C-Z作る！～オリジナルメロン作り～ | 17 - 21 | 作るシリーズ2。新種のメロン（熊農シャイニーメロン）を作る。                                              |
| Appale ダンス部                       | 18, 19  | Appaleのダンスを広める。                                                                                 |
| あっぱれ！九州旅                      | 26 -    | 熊本を飛び出し九州の「あっぱれ」なスポット・グルメを体験する。                                           |
| A.B.C-Z作る！～米～                   | 29 - 34 | 作るシリーズ2。くまさんの輝きを作る。                                                                    |
| 熊本あっぱれ人                        | 35      | 熊本の凄い人に逢いに行く。                                                                               |
| THE熊本の祭                           | 37, 38  | より熊本を知り、より熊本を愛するためにA.B.C-Zが熊本の様々な祭に参加。                                    |
| 産地直送あっぱれえびCOOK              | 38 -    | 生産者の元で収穫・料理をする。                                                                           |
| A.B.C-Z作る！～そば～                 | 41 -    | 作るシリーズ3。蕎麦を作る。                                                                              |

## 放送リスト
| 2021年 | 2021年   | 2021年                                                                | 2021年                                     | 2021年                                     | 2021年 |
| 回     | 放送日   | 企画・コーナー                                                        | 場所・店                                   | 出演者                                     | 備考 |
| ------ | -------- | --------------------------------------------------------------------- | ------------------------------------------ | ------------------------------------------ | --- |
| 1      | 4月13日  | 第1回A.B.C-Zカップ草スキー対決                                        | 熊本県民総合運動公園お楽しみ広場           | A.B.C-Z                                    | 塚田優勝。ゲレンデで芝を滑っているシーンから始まった。                                                                         |
| 1      | 4月13日  | 熊本あっぱれ旅                                                        | Do Challenge クラブ（アクロバット）        | A.B.C-Z                                    | 得意なことを披露して巡った。移動はメンバー自らがジープを運転した。                                                             |
| 1      | 4月13日  | 熊本あっぱれ旅                                                        | 金波楼（日奈久温泉晩白柚風呂）             | A.B.C-Z                                    | 得意なことを披露して巡った。移動はメンバー自らがジープを運転した。                                                             |
| 1      | 4月13日  | 熊本あっぱれ旅                                                        | キャバレーニュー白馬（熱唱）               | A.B.C-Z                                    | 得意なことを披露して巡った。移動はメンバー自らがジープを運転した。                                                             |
| 2      | 5月11日  |                                                                       | 大観峰                                     | A.B.C-Z                                    | |
| 2      | 5月11日  | オリジナル日本酒造り                                                  | 河津酒造                                   | A.B.C-Z                                    | 利き酒クイズに正解し、今後の企画でオリジナル日本酒を作ることが決定した。                                                       |
| 2      | 5月11日  | 忍術を習得してあっぱれ！                                              | 火之国屋                                   | 橋本、戸塚、五関、塚田、VTR：河合          | 五関五右衛門優勝、火の術。 |
| 2      | 5月11日  | 激辛料理を挑戦してあっぱれ！                                          | 釜聖麺屋、酒房元気                         | 橋本、五関、英太郎、緒方由美、VTR：塚田    | |
| 3      | 6月8日   | あっぱれ！熊本クイズ                                                  | 城見櫓                                     | A.B.C-Z、伊津野亮（MC）                    | |
| 3      | 6月8日   | アトラクション数日本一 グリーンランド完全制覇                         | グリーンランド                             | 橋本、五関、塚田                           | 2日間かかった。 |
| 3      | 6月8日   | オリジナル日本酒造り                                                  | 小国町（もみまき）                         | 橋本、塚田、テルさん＆トモさん             | |
| 3      | 6月8日   | あっぱれ！熊本クイズ                                                  | くまモンスクエア                           | A.B.C-Z、くまモン、伊津野亮（MC）          | |
| 4      | 7月13日  | 天草の海でSUPに挑戦                                                   | 天草                                       | 戸塚、五関、塚田、小松山勁                 | 第1回A.B.C-ZカップSUPレースin天草、塚田優勝。                                                                                  |
| 4      | 7月13日  | オリジナル日本酒造り                                                  | 小国町（田植え）                           | 戸塚、五関、塚田、テルさん＆トモさん       | |
| 4      | 7月13日  | あっぱれ！熊本クイズ                                                  | 熊本城天守閣                               | A.B.C-Z、伊津野亮（MC）                    | |
| 5      | 8月10日  | 熊本市電DEリアルすごろく                                              | 上熊本駅、The Seafood Beer Station KAEN 他 | 戸塚、河合、五関、塚田                     | 戸塚・塚田VS河合・五関。戸塚・塚田勝利。                                                                                       |
| 5      | 8月10日  | オリジナル日本酒造り                                                  | くまきち（味決め）                         | 戸塚、河合、五関、塚田、VTR：橋本          | |
| 5      | 8月10日  | あっぱれ！熊本クイズ                                                  | 下通アーケード                             | A.B.C-Z、伊津野亮（MC）                    | |
| 6      | 9月14日  | あっぱれ！熊本クイズ                                                  | 阿蘇神社                                   | A.B.C-Z、伊津野亮（MC）                    | |
| 6      | 9月14日  | ABC-Zjourney                                                          | 菊池市                                     | 戸塚、五関、塚田                           | |
| 6      | 9月14日  | オリジナル日本酒造り                                                  | くまきち（名前＆ラベル案）                 | 戸塚、河合、五関、塚田                     | |
| 6      | 9月14日  | あっぱれ！熊本クイズ                                                  | 熊本県野外劇場アスペクタ                   | A.B.C-Z、伊津野亮（MC）                    | |
| 7      | 10月12日 | 天草 2021 ラストサマーバケーション                                    | 天草                                       | A.B.C-Z                                    | バナナボート（橋本・戸塚・河合・塚田）、ウェイクサーフィン（五関）、パラセーリング（戸塚・河合）、うにうな丼。                 |
| 7      | 10月12日 |                                                                       | 熊本城ホール                               | A.B.C-Z、くまモン                          | 「A.B.C-Z 2021 But FanKey Tour」熊本公演にサプライズでくまモンが登場した様子を放送。番組新テーマソング『Appale』を初披露した。 |
| 7      | 10月12日 |                                                                       | 熊本県野外劇場アスペクタ、やま康           | A.B.C-Z、伊津野亮（MC）                    | 126m走、橋本優勝、あか牛丼（メガ）。                                                                                           |
| 8      | 11月9日  |                                                                       | 熊本城の前、ロック会館                     | A.B.C-Z                                    | インタビュー、番組新テーマソング『Appale』のレコーディング風景。                                                               |
| 8      | 11月9日  | オリジナル日本酒造り                                                  | 小国町（稲刈り）                           | 橋本、戸塚、五関、塚田、テルさん＆トモさん | |
| 8      | 11月9日  | えびがえびを釣ってえびてんでえびてんを作る                            | 魚貫町                                     | 河合、五関、塚田                           | 伊勢えび漁。 |
| 8      | 11月9日  | 番組新テーマソング『Appale』のMV                                      | 熊本駅、押戸石の丘、通詞島                 | A.B.C-Z                                    | 熊本駅（橋本）、押戸石の丘（戸塚・河合）、通詞島（五関・塚田）。                                                               |
| 9      | 12月14日 | A.B.C-Zが熊本のクリスマスを盛り上げる！                               | アミュプラザくまもと、ルーテル学院高校     | A.B.C-Z、ルーテル学院高校ハンドベル部      | 初挑戦のハンドベルで『赤鼻のトナカイ』を披露した。                                                                             |
| 9      | 12月14日 | 人気パフェトップ3を当てる                                             | レストラン松風                             | 橋本、戸塚、五関、塚田                     | |
| 9      | 12月14日 | オリジナル日本酒造り                                                  | 河津酒造（洗米、蒸米、麹造り）             | 橋本、戸塚                                 | |
| 特別編 | 12月30日 | あっぱれ！A.B.C-Z 特別編～あっぱれ！おかわり！年忘れBOU！NEN！KAI！～ |                                            |                                            | 見逃し配信なし。放送時間は16:15 - 17:15。                                                                                      |

| 2022年 | 2022年   | 2022年                                              | 2022年                                                                       | 2022年                                                                       | 2022年 |
| 回     | 放送日   | 企画・コーナー                                      | 場所・店                                                                     | 出演者                                                                       | 備考 |
| ------ | -------- | --------------------------------------------------- | ---------------------------------------------------------------------------- | ---------------------------------------------------------------------------- | --- |
| 10     | 1月11日  | 灯籠温泉卓球大会                                    | 八千代座                                                                     | A.B.C-Z、伊津野亮（MC）                                                      | 五関優勝。 |
| 10     | 1月11日  | あっぱれ！熊本クイズ                                | 蓮華院誕生寺奥之院                                                           | A.B.C-Z、伊津野亮（MC）                                                      | |
| 10     | 1月11日  | あっぱれ！熊本クイズ                                | 佐敷城跡（葦北鉄砲隊）                                                       | A.B.C-Z、伊津野亮（MC）                                                      | |
| 11     | 2月8日   | A.B.C-Zカップ 5人連続ストライクを取るまで帰れまテン | 菊陽ボウル                                                                   | A.B.C-Z、伊津野亮（MC）、今井双葉                                            | |
| 11     | 2月8日   | オリジナル日本酒造り                                | 河津酒造（酒母造り）                                                         | A.B.C-Z                                                                      | |
| 11     | 2月8日   | オリジナル日本酒造り                                | くまきち（ラベル＆名前決め会議）                                             | A.B.C-Z                                                                      | 戸塚案の『海老熊』に決定。 |
| 12     | 3月8日   | あっぱれ！ステッカー配布大作戦                      | 下通アーケード、紅蘭亭                                                       | 橋本・塚田VS戸塚・河合・五関                                                 | 戸塚・河合・五関勝利（太平燕）。紅蘭亭（杏仁豆腐、胡麻団子、マンゴープリン、亀ゼリー）・金峰山堂（いきなり団子）（橋本・塚田） |
| 12     | 3月8日   | オリジナル日本酒造り                                | 河津酒造（搾り、瓶詰め、火入れ、ラベル貼付け）                               | A.B.C-Z                                                                      | |
| 12     | 3月8日   | オリジナル日本酒造り                                | くまきち（お猪口造りVTR、試飲）、Shimada Shinpei Glass Works、小代焼ふもと窯 | 橋本、河合、五関、塚田、VTR：戸塚                                            | ガラス製（橋本・塚田）、陶器製（戸塚・河合・五関） |
| 13     | 4月12日  | 熊本連想ゲーム旅                                    | 花畑広場                                                                     | 橋本、戸塚、五関、塚田、深水亮洋                                             | 「熊本で連想する人・食・場所・思い出」を巡る。連想したモノが入っている抽選箱から引き当てた人や場所にメンバー自らアポ取りして逢いに行く。橋本・戸塚（スバル・フォレスター）VS五関・塚田（SUBARU アウトバック）。ゼッケンを更新した。 |
| 13     | 4月12日  | 熊本連想ゲーム旅                                    | TKU                                                                          | 橋本、戸塚、英太郎、緒方由美                                                 | 橋本・戸塚の「人」。 |
| 13     | 4月12日  | 熊本連想ゲーム旅                                    | くまモンスクエア                                                             | 五関、塚田、くまモン                                                         | 五関・塚田の「人」。 |
| 13     | 4月12日  | 熊本連想ゲーム旅                                    | やま康（あか牛）                                                             | 橋本、戸塚                                                                   | 橋本・戸塚の「食」。 |
| 13     | 4月12日  | 熊本連想ゲーム旅                                    | おだ商店（三色れんこん、辛子蓮根作り体験）                                   | 五関、塚田                                                                   | 五関・塚田の「食」。 |
| 13     | 4月12日  | 熊本連想ゲーム旅                                    | 水前寺成趣園、出水神社、和Collection美都                                     | 橋本、戸塚、岩田徹宮司                                                       | 橋本・戸塚の「場所」。 |
| 13     | 4月12日  | 熊本連想ゲーム旅                                    | フィッシャリーナ天草（イルカウォッチング）                                   | 五関、塚田、鈴来和仁                                                         | 五関・塚田の「場所」。五関が船を操縦した。 |
| 13     | 4月12日  | 熊本連想ゲーム旅                                    | 熊本県民総合運動公園お楽しみ広場                                             | 橋本、戸塚、五関、塚田                                                       | 「思い出」。第2回A.B.C-Zカップ草スキー対決、塚田優勝。 |
| 14     | 5月10日  | 学校企画第1弾 熊本大学に1日体験入学                 | 熊本県立劇場                                                                 | A.B.C-Z、幸野葵                                                              | 入学式サプライズ登場。 |
| 14     | 5月10日  | 学校企画第1弾 熊本大学に1日体験入学                 | 熊本大学五高記念館                                                           | A.B.C-Z、幸野葵                                                              | バンカラ姿で散策。 |
| 14     | 5月10日  | 学校企画第1弾 熊本大学に1日体験入学                 | 産業ナノマテリアル研究所                                                     | 橋本、塚田、田中茂                                                           | りんごの爆発実験。 |
| 14     | 5月10日  | 学校企画第1弾 熊本大学に1日体験入学                 | 本荘キャンパス                                                               | 戸塚、五関、三浦恭子                                                         | 長寿ネズミの研究。 |
| 14     | 5月10日  | 学校企画第1弾 熊本大学に1日体験入学                 | 学食                                                                         | 河合                                                                         | たっぷりチーズカレー。 |
| 14     | 5月10日  | 学校企画第1弾 熊本大学に1日体験入学                 | 構内                                                                         | A.B.C-Z、幸野葵、応援団リーダー部                                            | 応援団演舞。 |
| 14     | 5月10日  | 学校企画第1弾 熊本大学に1日体験入学                 | 構内                                                                         | A.B.C-Z、幸野葵、夜の筋肉祭り“極”出場者                                      | プロテイン早飲み対決、勝者新立順一。綱引き対決、勝者優勝新立順一。団体戦、勝者熊本大学筋肉祭チーム。 |
| 14     | 5月10日  |                                                     | 10年間振り返りファンミーティング in 熊本                                     | A.B.C-Z、伊津野亮、K.M.M-T（安井政史、中華首藤、英太郎、もっこすファイヤー） | |
| 15     | 6月14日  | 新アクティブティ パックラフトで球磨川くだり         | 球磨川                                                                       | 橋本、河合、塚田、テツ、ヒロ                                                 | パックラフト、ラフティング。 |
| 15     | 6月14日  | 令和2年7月豪雨から復活                              | 青井阿蘇神社                                                                 | 河合                                                                         | |
| 15     | 6月14日  | A.B.C-Z 熊本を喰う                                  | しらいしうなぎや                                                             | 河合                                                                         | うな重松、誉乃露。 |
| 15     | 6月14日  | A.B.C-Zと熊本タレント軍がガチンコ対決！！！         | ラウンド1スタジアム熊本店                                                    | A.B.C-Z、伊津野亮、K.M.M.T                                                   | ロデオ対決、たくVS五関、五関勝利。セグウェイ対決、中華・のりおVS橋本・河合、K.M.M.T勝利。 |
| 16     | 7月12日  | 熊本を喰う                                          | 馬勝蔵                                                                       | 戸塚、河合、ナレーション：五関                                               | 炙りにぎり、霜降り馬刺しにぎり、赤身馬刺しにぎり、馬勝蔵サラダ、さくらユッケ、馬すじ煮込み、馬ホルモンの味噌煮込み、馬ステーキ、馬カツ。                                                                                            |
| 16     | 7月12日  | 熊本を喰う                                          | 火の国 文龍 総本店                                                           | 戸塚、河合、ナレーション：五関                                               | とんこつこってり。 |
| 16     | 7月12日  | 学校企画第2弾                                       | 熊本農業高等学校                                                             | A.B.C-Z、多田太郎                                                            | 集卵体験、乳搾り体験、メロン収穫、カッテージチーズ手伝い、試食（牛乳、卵かけご飯、シンデレラポーク、新種メロン）。 |
| 16     | 7月12日  | A.B.C-Zと熊本タレント軍がガチンコ対決！！！         | ラウンド1スタジアム熊本店                                                    | A.B.C-Z、伊津野亮、K.M.M.T                                                   | ゴーカート対決、安井・たくVS戸塚・塚田、A.B.C-Z勝利。キックボクシング対決、英太郎VS塚田、K.M.M.T勝利。 |
| 17     | 8月9日   | 学校企画第3弾 小学生とひと夏の思い出作り            | きくちふるさと水源交流館                                                     | 橋本、戸塚、五関、塚田、菊池市立戸崎小学生、熊さん                           | スーパー竹とんぼ対決、拓優勝。あっぱれ！サバイバルゲーム、1位五関チーム、2位戸塚チーム、3位橋本チーム、4位塚田チーム。夕食作り、五関・塚田チームはごはん担当、橋本・戸塚チームはカレー担当。キャンプファイヤー。                    |
| 17     | 8月9日   | A.B.C-Zと熊本タレント軍がガチンコ対決！！！         | ラウンド1スタジアム熊本店                                                    | A.B.C-Z、伊津野亮、K.M.M.T                                                   | だるまさんが転んだ対決、A.B.C-Z勝利。 |
| 17     | 8月9日   | オリジナルメロン作り                                | 熊本農業高等学校                                                             | 橋本、戸塚、五関、塚田、熊本農業生、栗原先生                                 | 播種。 |
| 18     | 9月13日  | 熊本を喰う                                          | らくだ山                                                                     | 五関、塚田、ナレーション：五関                                               | 鶏炭火焼定食。 |
| 18     | 9月13日  | 釣り対決in天草                                      | 天草                                                                         | 戸塚、河合、五関、塚田、ウッキー、太田雄三                                   | 戸塚・五関優勝（天草とらふぐ てっさ・てっちり贅沢セット）。マリーナ フランピング ヴィレッジ天草で天草満喫セットBBQ。 |
| 18     | 9月13日  |                                                     | 熊本城ホール                                                                 | 戸塚、河合、五関、塚田、くまモン                                             | 「ABCXYZ」熊本公演の舞台裏。 |
| 18     | 9月13日  | オリジナルメロン作り                                | 熊本農業高等学校                                                             | 戸塚、河合、五関、塚田、熊本農業生、栗原先生                                 | 定植。 |
| 18     | 9月13日  | Appale ダンス部                                     | 城北高等学校                                                                 | 五関、塚田、くまモン、チアダンス部                                           | ダンス。 |
| 18     | 9月13日  | Appale ダンス部                                     | 慶誠高等学校                                                                 | A.B.C-Z、吹奏楽部                                                            | 演奏。 |
| 19     | 10月11日 | 熊本を喰う                                          | ダ・ロープ亭                                                                 | A.B.C-Z                                                                      | ブロック焼（ヒレ）。 |
| 19     | 10月11日 | オリジナルメロン作り                                | 熊本農業高等学校                                                             | A.B.C-Z、熊本農業生、栗原先生                                                | 誘引。 |
| 19     | 10月11日 | Appale ダンス部                                     | 城北高等学校                                                                 | A.B.C-Z                                                                      | ダンス。 |
| 19     | 10月11日 | Appale ダンス部                                     | 慶誠高等学校                                                                 | 戸塚、塚田                                                                   | 演奏。 |
| 19     | 10月11日 |                                                     | 熊本城ホール                                                                 | 戸塚、河合、五関、塚田                                                       | 「ABCXYZ」熊本公演。 |
| 19     | 10月11日 | ぴあアリーナMM                                      | A.B.C-Z、くまモン                                                            | 「ABCXYZ」横浜公演。五関・くまモンで練習。                                   | |
| 20     | 11月8日  | TKUの日2022舞台裏を公開！                           | くまもと街なか広場                                                           | A.B.C-Z、チアダンス部、吹奏楽部                                              | 「Appale」披露。 |
| 20     | 11月8日  | 上通BINGO！！！                                     | 下通アーケード                                                               | 五関、塚田                                                                   | 蜂楽饅頭（黒あん・白あん）。 |
| 20     | 11月8日  | オリジナルメロン作り                                | 熊本農業高等学校                                                             | 五関、塚田、熊本農業生                                                       | 摘果、玉つり、袋掛け。 |
| 20     | 11月8日  | オリジナルメロン作り                                | 和牛に青春を捧げる畜産クラブ                                                 | 五関                                                                         | |
| 21     | 12月13日 | 熊本を喰う                                          | 立ち寿し                                                                     | A.B.C-Z                                                                      | 2022年の振り返り。まぐろづくし、中トロぶつ切り、ほほ肉ユッケ、うにいくらこぼれ盛り、さくら茶碗蒸し、白い角煮。 |
| 21     | 12月13日 |                                                     | 熊本大学                                                                     | 五関、塚田                                                                   | 紫熊祭の運営の手伝い。 |
| 21     | 12月13日 | オリジナルメロン作り                                | 熊本農業高等学校                                                             | A.B.C-Z、熊本農業生、栗原先生                                                | 収穫（熊農シャイニーメロン）。 |
| 21     | 12月13日 | オリジナルメロン作り                                | 南園祭                                                                       | 五関、塚田、熊本農業生                                                       | |

| 2023年 | 2023年   | 2023年                                             | 2023年                                                                            | 2023年                                                             | 2023年 |
| 回     | 放送日   | 企画・コーナー                                     | 場所・店                                                                          | 出演者                                                             | 備考 |
| ------ | -------- | -------------------------------------------------- | --------------------------------------------------------------------------------- | ------------------------------------------------------------------ | --- |
| 22     | 1月10日  | 運試し選手権                                       | 加藤神社                                                                          | A.B.C-Z、英太郎、緒方由美                                          | おみくじ。大吉（戸塚、塚田）、中吉（橋本）、小吉（河合、五関）。 |
| 22     | 1月10日  | 運試し選手権                                       | テラバル自動車学校                                                                | A.B.C-Z、英太郎                                                    | エビ1グランプリ、優勝五関（肉の名門加茂川のステーキ弁当）。 |
| 22     | 1月10日  | 運試し選手権                                       | 料理谷邸 葛籠                                                                     | A.B.C-Z、英太郎                                                    | 貴賓室 時空の間「城月」の見学（橋本、河合）。宿泊（戸塚、河合）。黒毛和牛・あか牛のすき焼き（橋本、河合、五関）。 |
| 22     | 1月10日  | 熊本を喰う                                         | 麺や肉虎                                                                          | 橋本、五関、塚田、ナレーション：五関                               | 塚田は見学。肉虎ラーメン肉5倍、ステーキラーメン。 |
| 23     | 2月14日  | 絶対バレんたいん！                                 | アーフェリーク迎賓館 熊本                                                         | A.B.C-Z、内田夫妻                                                  | ファーストバイトのスプーン渡し（橋本）、集合写真カメラマン（戸塚）、郁人違い（河合）、チャペル（五関）、会場カメラマン（塚田）。 |
| 23     | 2月14日  | チョコ作りに挑戦！                                 |                                                                                   | A.B.C-Z、渡辺夏子                                                  | 新婦へのプレゼント。 |
| 24     | 3月14日  | 競歩鬼ごっこ                                       | 阿蘇くまもと空港                                                                  | 戸塚、河合、五関、新原昇平、濱田詩織、熊本大学“夜の筋肉祭り”出場者 | |
| 24     | 3月14日  | 競歩鬼ごっこ                                       | 菅乃屋                                                                            | 戸塚、河合、五関、菅浩光                                           | 馬握り（霜降り・赤身）、ハリハリ鍋、馬刺しのうまトロ高菜巻き。 |
| 24     | 3月14日  | エビ1グランプリ 第2回 カラオケ編                   | カラオケclub dam 平成公園店                                                       | 戸塚、河合、五関、塚田、岡山陽一                                   | 優勝岡山。 |
| 25     | 4月11日  | 熊本地震復興祈願企画ONE PIECE像コンプリート 熊本旅 | 益城町総合体育館                                                                  | 橋本、戸塚、河合、五関                                             | サンジ像。 |
| 25     | 4月11日  | 熊本地震復興祈願企画ONE PIECE像コンプリート 熊本旅 | 俵村交流館 萌の里                                                                 | 橋本、五関                                                         | ナミ像。 |
| 25     | 4月11日  | 熊本地震復興祈願企画ONE PIECE像コンプリート 熊本旅 | ホビーショップ創                                                                  | 戸塚、河合                                                         | ゾロ像。からいもくん像。 |
| 25     | 4月11日  | 熊本地震復興祈願企画ONE PIECE像コンプリート 熊本旅 | ディノベースみふね                                                                | 橋本、五関                                                         | ブルック像。 |
| 25     | 4月11日  | 熊本地震復興祈願企画ONE PIECE像コンプリート 熊本旅 | 旧東海大学阿蘇キャンパス、阿蘇キャニオンテラス＆ロッジ                            | 戸塚、河合                                                         | ロビン像。阿蘇ブランコ。くまもとあか牛の溶岩焼きと郷土の和コース。 |
| 25     | 4月11日  | 熊本地震復興祈願企画ONE PIECE像コンプリート 熊本旅 | 宇土マリーナ おこしき館、おこしき食堂、新宇土市役所                               | 橋本、五関                                                         | ジンベエ像。海老天丼（貝汁付き）。 |
| 25     | 4月11日  | 熊本地震復興祈願企画ONE PIECE像コンプリート 熊本旅 | 南阿蘇鉄道 高森駅                                                                 | 戸塚、河合                                                         | フランキー像。 |
| 25     | 4月11日  | 熊本地震復興祈願企画ONE PIECE像コンプリート 熊本旅 | 道の駅 阿蘇                                                                       | 戸塚、河合                                                         | ウソップ像。 |
| 25     | 4月11日  | 熊本地震復興祈願企画ONE PIECE像コンプリート 熊本旅 | 熊本市動植物園                                                                    | 橋本、五関                                                         | チョッパー像。 |
| 25     | 4月11日  | 熊本地震復興祈願企画ONE PIECE像コンプリート 熊本旅 | ホテル熊本テルサ                                                                  | 橋本、五関                                                         | ルフィ像。勝てば総取り取得権ジャンケン大会、勝者橋本。 |
| 25     | 4月11日  | オリジナルオーバーオール                           | 株式会社ニチエイ                                                                  | A.B.C-Z                                                            | |
| 26     | 5月9日   | くまモンかくれんぼ                                 | 大谷楽器、蜂楽饅頭、黒亭                                                          | 橋本・五関、塚田                                                   | 上通りアーケード、下通りアーケード、サクラマチ クマモトを散策。 |
| 26     | 5月9日   | 熊本を喰う                                         | 本さつまや                                                                        | 橋本、戸塚、ナレーション：五関                                     | 骨付ジビエハンバーグ、あか牛のぶっかけ矢部茶そば。 |
| 26     | 5月9日   | あっぱれ！九州旅                                   | 佐賀県武雄市 佐賀県立宇宙科学館、御船山楽園ホテル、旬彩料理このみ                 | 橋本、河合、五関                                                   | スペースサイクリング、ムーンウォーク。らかんの湯。佐賀和牛石焼、若楠ポーク溶岩焼。 |
| 27     | 6月13日  | 洞窟アドベンチャー                                 | 球泉洞                                                                            | 橋本、戸塚、五関                                                   | ハートストーン探し。サウナ。カツカレー、かつ丼。 |
| 27     | 6月13日  | 俳優戸塚祥太                                       |                                                                                   | 橋本、戸塚、五関、辰巳雄大（ふぉ～ゆ～）、案内：河合               | 舞台BACKBEAT。 |
| 27     | 6月13日  | 熊本を喰う                                         | 鮪匠とろや                                                                        | 橋本、五関、塚田、ナレーション：五関                               | まぐろカツ丼（大）、まぐろ丼（大）、三食丼。 |
| 28     | 7月11日  | 南阿蘇鉄道完全制覇＆記念撮影                       | 南阿蘇鉄道                                                                        | 橋本、戸塚、五関                                                   | ひみつ基地ゴン（お腹いっぱいにならないカレー）、白川水源、炭火焙煎珈琲 水の館（アイスコーヒー ブラック）、75せく St.（ホットコーヒー）、STRONG BOSS SALOON（ハンバーガー、チキンカツサンド、高菜オムライス）。 |
| 28     | 7月11日  | 人吉復活旅                                         | 人吉市街地                                                                        | 橋本、河合、有地永遠子                                             | 球磨川、緑屋本店（みそアイスモナカ、しょうゆアイスモナカ）、太平楽（肉まん）、麻葉珈琲（人吉抹茶ラテ、炭ラテ）、とんかつあおい（特選リブロースかつ定食、黒とんかつロースかつ定食）、一期屋（茅葺）、人吉温泉 鍋屋。 |
| 28     | 7月11日  |                                                    | 益城町                                                                            | 橋本、戸塚、河合、五関                                             | 7月3日豪雨災害手伝い、浄恩寺。 |
| 29     | 8月8日   | 釣り対決2023in天草                                 | THE TRAILERHOUSE VILLAGE 天草 MARINA                                              | 橋本、戸塚、河合、五関、ウッキー                                   | 河合優勝（スイカ）。タイ・カワハギ刺身、タイの塩焼き、天草満喫セット。スイカ割り。 |
| 29     | 8月8日   | A.B.C-Z作る！～米～                                |                                                                                   | 橋本、戸塚、河合、五関                                             | 田植え（くまさんの輝き）。 |
| 29     | 8月8日   |                                                    | 益城町                                                                            | 橋本、戸塚、河合、五関                                             | 7月3日豪雨災害手伝い、浄恩寺。 |
| 30     | 9月12日  | あっぱれ！九州旅                                   | 大分県別府市 別府温泉街（血の池地獄）、うみたまご、別府温泉保養ランド（泥湯温泉） | 戸塚、河合、澤田達雄、福田悠希                                     | |
| 30     | 9月12日  | あっぱれ！九州旅                                   | 東洋軒、別府HIT PARADE CLUB                                                       | 戸塚、河合、冨永雄太、和久昌人                                     | 本家とり天定食。 |
| 30     | 9月12日  | あっぱれ！九州旅                                   | シャワー通り、A BLUE COFFEE、doji、Brown                                          | 戸塚、河合、徳永庄太、江村直紀                                     | アイスコーヒー、アイスカフェラテ。 |
| 30     | 9月12日  | A.B.C-Z作る！～米～スピンオフ                      | you+youくまもと農畜産物市場                                                       | 橋本、五関、室園幸任                                               | 橋本カラーはトマト、戸塚カラーはりんどうポーク、河合カラーはナス、五関カラーは青のり、塚田カラーは栗・卵。 |
| 30     | 9月12日  | A.B.C-Z作る！～米～スピンオフ                      | 阿蘇市                                                                            | 橋本、五関、宮本龍紀                                               | トマト収穫。トマト鍋、アヒージョ、トマトを染み込ませたスペアリブ、トマトのファルシー。橋本カラーのトマトを使ったおかずはトマトのファルシー。 |
| 30     | 9月12日  |                                                    | 益城町                                                                            | 橋本、戸塚、河合、五関                                             | 7月3日豪雨災害手伝い、浄恩寺。 |
| 30     | 9月12日  |                                                    |                                                                                   | 塚田                                                               | 復活VTRメッセージ。 |
| 31     | 10月10日 | 熊本を喰う                                         | Reef BURGER                                                                       | 戸塚、河合、西村洋介                                               | 河合誕生日祝い。BBQ BACON EGG CHEESE BURGER（戸塚）、BIG BURGER。 |
| 31     | 10月10日 | A.B.C-Z作る！～米～                                |                                                                                   | 戸塚、五関、竹田健二、松永雄治                                     | 防除。草取り。 |
| 31     | 10月10日 | A.B.C-Z作る！～米～スピンオフ                      | 河内漁業協同組合                                                                  | 戸塚、五関                                                         | 青のり購入。 |
| 31     | 10月10日 | A.B.C-Z作る！～米～スピンオフ                      | 池山水源                                                                          | 戸塚、五関                                                         | 湧き水確保。 |
| 31     | 10月10日 | A.B.C-Z作る！～米～スピンオフ                      | まんまキッチン                                                                    | 戸塚、五関                                                         | りんどうポーク、焼き肉、とんかつ、生姜焼き。 |
| 31     | 10月10日 | A.B.C-Z作る！～米～スピンオフ                      | 植木町                                                                            | 河合、五関、木原修                                                 | 大長なす収穫。 |
| 31     | 10月10日 | 年末かくし芸                                       |                                                                                   | 橋本、戸塚、河合、五関、天草ショーゴ、ナニコレ？劇団               | 橋本・五関はマジック。戸塚・河合はロボットダンス。 |
| 31     | 10月10日 |                                                    | 益城町                                                                            | 戸塚、五関                                                         | 7月3日豪雨災害手伝い、浄恩寺。 |
| 32     | 11月14日 | 今年度が最後【長洲町】腹栄中学校に1日入学          | 長洲町立腹栄中学校                                                                | A.B.C-Z                                                            | 英語（五関・塚田）、社会（橋本・戸塚・河合）、ムカデ競争（3年1組優勝）、団結の塔（3年1組優勝）。 |
| 32     | 11月14日 | A.B.C-Z作る！～米～                                |                                                                                   | 橋本、五関、塚田                                                   | 収穫 |
| 32     | 11月14日 | A.B.C-Z作る！～米～                                | 菊鹿町                                                                            | 橋本、戸塚、塚田、野小生春生                                       | 栗拾い。ゆで栗、栗赤飯、福田屋のお菓子（栗千里、くりごろ、和栗プリン、栗うまか、栗好き）。 |
| 32     | 11月14日 | A.B.C-Z作る！～米～                                |                                                                                   | A.B.C-Z、田尻恭浩、松元遥菜                                        | りんどうポークと大長なすの黒酢炒め・大長なすのりんどうポークロール巻（橋本・戸塚・河合）、栗ご飯・おにぎり（五関・塚田）。 |
| 32     | 11月14日 | 海老熊試飲会                                       | 街なか広場                                                                        | 橋本、五関                                                         | |
| 33     | 12月12日 | あっぱれ忘年会                                     | SPACE KUMAMOTO                                                                    | A.B.C-Z、伊津野亮、玉春勇樹                                        | ファン100人参加の公開収録。印象に残っている企画（25回ONE PIECE像、20回TKUの日）。 |
| 33     | 12月12日 | あっぱれ忘年会                                     | SPACE KUMAMOTO                                                                    | A.B.C-Z、天草ショーゴ、ナニコレ？劇団                              | かくし芸①マジック（橋本・五関・塚田）。かくし芸②ロボットダンス（戸塚・河合）。 |
| 33     | 12月12日 | あっぱれ忘年会                                     | SPACE KUMAMOTO                                                                    | A.B.C-Z                                                            | Appale披露。河合挨拶。 |
| 33     | 12月12日 | 5人最後の晩餐会                                    | 田吾作                                                                            | A.B.C-Z、北山早苗                                                  | 海老熊、御造り（海老・キハダ鮪・鯛・間八・あしらい一式）、前菜（海老芝煮・胡麻豆腐胡麻ソース・紅葉卸し・柿玉子・袱紗焼・粒貝旨煮・鮟肝ぽん酢・零余子・鶏松風・小葱・烏賊・鮎甘露煮・クコの実・太刀魚南蛮漬・銀杏）、焼酎（橋本・五関）、ビール（戸塚・河合・塚田）、吸物（鮭と松茸の土瓶蒸し・銀杏・三つ葉・紅葉麩・紅葉人）、皿物（名代豆腐二色田楽）、焼酎（河合）、海老熊（塚田）、替り皿（赤牛ロースステーキ 赤ワインソース）、酢物（ウナギの蒲焼き・蛇腹胡瓜・若布・土佐酢）、フルーツモンブラン（梨・柿・シャインマスカット・林檎）。 |
| 33     | 12月12日 | 4人から感謝の手紙                                  | 田吾作                                                                            | A.B.C-Z                                                            | 順番：塚田・五関・橋本・戸塚。ライブ前の円陣。 |

| 2024年 | 2024年   | 2024年                              | 2024年                       | 2024年                                   | 2024年 |
| 回     | 放送日   | 企画・コーナー                      | 場所・店                     | 出演者                                   | 備考 |
| ------ | -------- | ----------------------------------- | ---------------------------- | ---------------------------------------- | --- |
| 34     | 1月9日   | 移動距離202.4km 熊本縦断新年祈願旅  | 北里柴三郎記念館             | A.B.C-Z                                  | おすすめのドライブミュージック（橋本オリジナルストーリー、戸塚クロノスタシス、五関Driver's High）、2024年の抱負。 |
| 34     | 1月9日   | 移動距離202.4km 熊本縦断新年祈願旅  | 阿蘇山本堂西巌殿寺奥之院     | A.B.C-Z                                  | おみくじ。昼ご飯購入（たこ焼き、いきなり団子 他）。 |
| 34     | 1月9日   | 移動距離202.4km 熊本縦断新年祈願旅  | 粟島神社                     | A.B.C-Z                                  | ミニ鳥居、黄金の鳥居。 |
| 34     | 1月9日   | 移動距離202.4km 熊本縦断新年祈願旅  | 青井阿蘇神社                 | A.B.C-Z                                  | |
| 34     | 1月9日   | A.B.C-Z作る！～米～                 |                              | A.B.C-Z                                  | お世話になった皆さんへ振る舞う。 |
| 35     | 2月12日  | 熊本を喰う                          | たろずつ                     | A.B.C-Z、英太郎                          | 赤牛丼（戸塚）、赤牛丼ツイン（塚田）、赤牛丼大魔神。 |
| 35     | 2月12日  | 熊本を喰う                          | M-3キックボクシングジム      | A.B.C-Z、英太郎                          | |
| 35     | 2月12日  | 熊本を喰う                          | お好み焼 大文字              | A.B.C-Z、英太郎                          | 黒毛和牛ヒレ肉、くまモンお好み焼き。 |
| 35     | 2月12日  | 熊本あっぱれ人                      |                              | セレッソ熊本U-12                         | 敗北4-5（ハンデ3点）。 |
| 36     | 3月12日  | 熊本を喰う                          | 彩座                         | 橋本、塚田                               | 馬のあぶりのにぎり、馬汁、特上馬重。 |
| 36     | 3月12日  | 穴を掘る                            | 吉松小学校                   | 橋本、五関、塚田、JP、中華首藤、小嵜友和 | 大人の部第3位。 |
| 36     | 3月12日  |                                     | アクロス福岡                 | 橋本、五関、塚田、山口秀虎               | |
| 37     | 4月16日  | 熊本城の今を見る                    | 熊本城天守閣前               | A.B.C-Z、網田龍生                        | 石曳体験、石割体験。 |
| 37     | 4月16日  | THE熊本の祭                         | 阿蘇神社、田作祭             | 五関、塚田                               | 火振り神事。 |
| 37     | 4月16日  | KKDKD（ここどこだ）                 | サクラマチ クマモト、MARUIWA | 橋本、五関、塚田、JP、中華首藤           | 勝者：塚田・JPチーム（あんさんどら（ほうじ茶黒糖・塩バター））。 |
| 38     | 5月7日   | 熊本を喰う                          | 南阿蘇そば道場               | A.B.C-Z、巽賢一郎、松本絵美              | そば打ち。 |
| 38     | 5月7日   | THE熊本の祭                         | 牛深ハイヤ節                 | 橋本、戸塚、塚田、牛深高校郷土芸能部     | 第52回牛深ハイヤ祭り総踊りコンテスト優勝。 |
| 38     | 5月7日   | 産地直送あっぱれえびCOOK            | 子出藤農園（西区小島）       | 五関、塚田、子出藤税、子出藤佳奈         | タマネギ農家。塩たまちゃん、オニオンフライ、オニオンバーガー。 |
| 39     | 6月4日   | これじゃなきゃだめなんだ！          |                              | A.B.C-Z、もっこすファイヤー              | 移動はメンバー自らが運転した（橋本パナメーラ、塚田タイカン）、運転しなかった（戸塚シトロエン、五関プジョー）。ロケ地：熊本城、熊本県民総合運動公園。熊本グルメ菅乃屋、大文字。待ち合わせ場所：角マック。お土産：いきなり団子。 |
| 39     | 6月4日   | 熊本を喰う                          | タカ盛亭                     | A.B.C-Z                                  | 現代カツ丼（肉並、肉大、極特上）、タカ盛スペシャル。 |
| 40     | 7月9日   | 阿蘇くまもと空港でマラソン          |                              | 五関、塚田、中華首藤                     | 五関による塚田への寝起きドッキリで始まる。 |
| 40     | 7月9日   | 産地直送あっぱれえびCOOK            | 西原村                       | 戸塚、五関、前田工                       | トウモロコシ農家。ドルチェドリーム、プラチナコーンX。冷製コーンスープ、かき揚げ、焼きトウモロコシ。 |
| 40     | 7月9日   |                                     | 益城町                       |                                          | 7月3日豪雨災害手伝い、浄恩寺。 |
| 41     | 8月20日  | 熊本を喰う とび出しスペシャルin東京 | 桂花ラーメン（渋谷）         | 五関、塚田、濵田崇裕（WEST.）            | 太肉麺、五香肉麺、桂花拉麺。 |
| 41     | 8月20日  | 熊本を喰う とび出しスペシャルin東京 | 熊本居酒屋新市街（渋谷）     | 五関、塚田、濵田崇裕（WEST.）            | 馬刺し4種盛り合わせ、あか牛のステーキ＆フライドポテト、一文字ぐるぐる、揚げたて辛子れんこん、ちくわサラダ天、タイピーエン。 |
| 41     | 8月20日  | 熊本を喰う                          | モリチク                     | 五関、塚田、森田弘子                     | 五関：みるくシェーブきな粉（白玉+きな粉+黒蜜）にトッピングはココア・ホイップ・粒あん、塚田：プリンシェーブにトッピングはホイップ・カラメル・白玉・コーヒーゼリー。                                                             |
| 41     | 8月20日  | A.B.C-Z作る！～そば～               |                              | 戸塚、五関、塚田、山戸隆也、巽賢一郎     | 耕運・種まき。 |
| 42     | 9月10日  |                                     |                              |                                          | |
| 43     | 10月22日 |                                     |                              |                                          | |
| 44     | 11月12日 |                                     |                              |                                          | |
| 45     | 12月17日 |                                     |                              |                                          | |

| 2025年 | 2025年        | 2025年         | 2025年   | 2025年 | 2025年 |
| 回     | 放送日        | 企画・コーナー | 場所・店 | 出演者 | 備考   |
| ------ | ------------- | -------------- | -------- | ------ | ------ |
| 46     | 2025年 1月7日 |                |          |        |        |
| 47     | 2月11日       |                |          |        |        |
| 48     | 3月11日       |                |          |        |        |
| 49     | 4月15日       |                |          |        |        |
| 50     | 5月13日       |                |          |        |        |
| 51     | 6月−日        |                |          |        |        |

## スタッフ
- CAM：森豊城、月岡鷹斗、御手洗和彦、岩戸雄一郎、岩永雅人
- Aud：有働浩志、加藤大輔
- AD：石井良亮、山口由梨
- EDIT：徳永政晃、川野修司
- MA：井澤雄介
- 広報：山本健太、久保田舞香、田尻哲也、田中寛子
- ディレクター：池永良太（AREA）、野作勇造（AREA）
- プロデューサー：高津孝幸（TKU）[1]
- 総括：伊藤典昭（TKU）
- 制作協力：KYODO FACTORY、AREA
- 製作著作：テレビ熊本

## 放送局
| 放送期間        | 放送時間           | 放送局                     | 対象地域   | 備考   |
| --------------- | ------------------ | -------------------------- | ---------- | ------ |
| 2021年4月13日 - | 火曜 20:00 - 21:00 | テレビ熊本（TKU）          | 熊本県     | 制作局 |
| 2022年1月22日 - | 土曜 12:00 - 13:00 | 関西テレビ放送（カンテレ） | 近畿広域圏 |        |